# Microporellus nigripes
Microporellus nigripes är en svampart som beskrevs av Corner 1987. Microporellus nigripes ingår i släktet Microporellus och familjen Polyporaceae.   Inga underarter finns listade i Catalogue of Life.